# Yukie Chiri

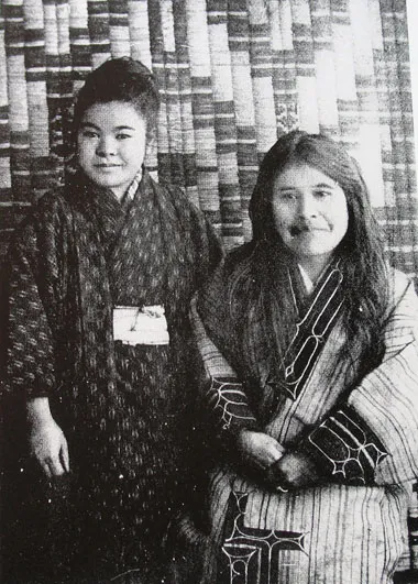
Uma imagem de Yukie Chiri, à esquerda, com sua tia Imekanu

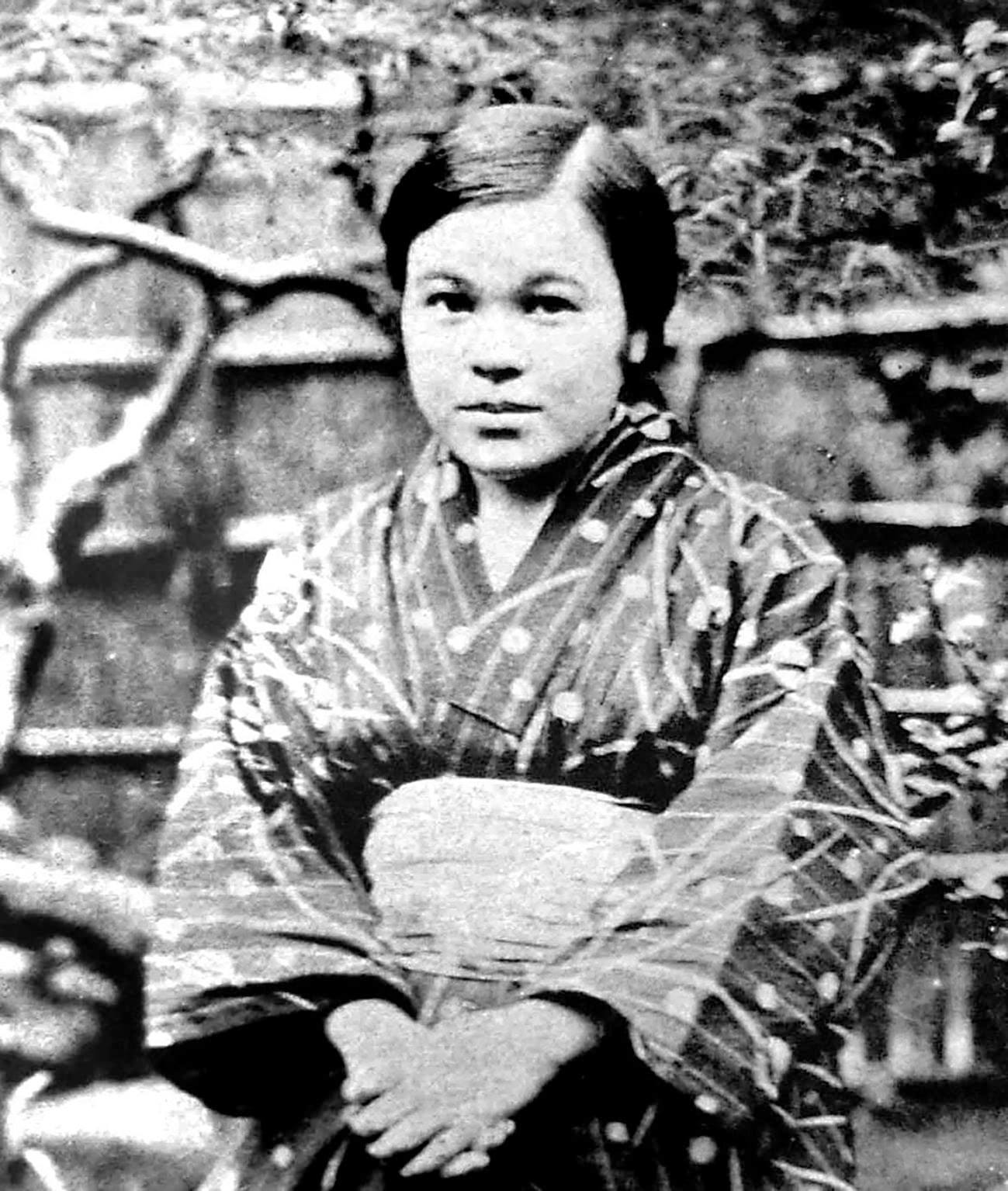
Uma imagem de Yukie Chiri

Yukie Chiri (知里 幸恵 Chiri Yukie, 8 de Junho de 1903 –  18 de Setembro de 1922)
foi uma transcritora japonesa e tradutora de yukar (contos épicos do povo ainu).
Ela nasceu em uma família ainu em Noboribetsu, uma cidade em Hokkaido, a prefeitura mais ao norte do Japão, em um momento da história do Japão em que o aumento da imigração de japoneses (wajin, como distinto de ainu) para Hokkaido resultou na relocação de ainus para comunidades separadas e, em muitos casos, tomando os seus meios de subsistência. Os japoneses consideraram cruel o ritual de sacrifício de ursos e o proibiram, além de estigmatizarem outras diferenças culturais. O povo ainu era visto como pessoas atrasadas e a política do governo era assimilá-los para o modo de vida japonês. Os próprios ainus, em parte, viram a assimilação como a melhor (e talvez a única) maneira de sobreviver aos tempos de mudança. Chiri expressou mais espanto do que ressentimento. Ela escreveu: "Em um piscar, a paisagem natural como tinha sido desde o passado antigo desapareceu. O que houve com as pessoas que viviam com alegria em seus campos e montanhas? Os poucos de nós que permanecem simplesmente olham com os olhos arregalados, surpresos com e como o estado do mundo continua a avançar."
Chiri foi enviada para sua tia Imekanu em Chikabumi, nos arredores de Asahikawa, quando ela tinha seis anos de idade, provavelmente para diminuir a carga financeira sobre seus pais. Imekanu vivia com sua mãe idosa, Monashinouku Kannari, uma experiente contadora de contos ainus que falava muito pouco de japonês. Chiri assim cresceu para ser completamente fluente em japonês e ainu, e tinha uma familiaridade com a literatura oral ainu, que foi se tornando cada vez menos comum naquela época. Embora tenha tido de suportar o bullying na escola, ela se destacou em seus estudos, particularmente nas artes da linguagem, mas sofria de um complexo de inferioridade étnica que afligiu muitos de sua geração.

## Trabalho

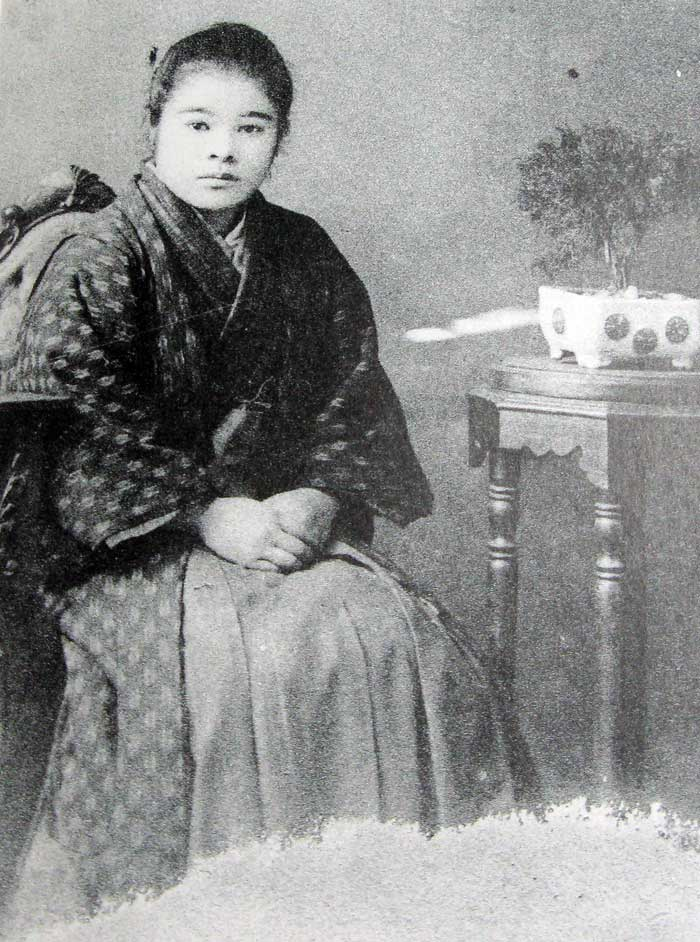

Foi em meados de sua adolescência que Chiri se encontrou pela primeira vez com Kyōsuke Kindaichi, lingüista japonês e pesquisador do idioma ainu, durante o período Taisho do Japão. Ele estava viajando ao longo de Hokkaido em busca de ainus transmissores da literatura oral e havia procurado por Imekanu e Monashinouku. Ao conhecer Chiri, que ainda estava vivendo com Imekanu, Kindaichi imediatamente reconheceu seu potencial e falou para ela sobre seu trabalho. Quando Kindaichi explicou para Chiri o valor que ele viu na preservação do folclore e das tradições ainu, ela decidiu dedicar o resto de sua vida a estudar, a gravar e a traduzir yukar.

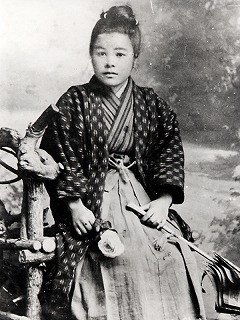

Kindaichi eventualmente voltou para Tóquio, mas enviou para Chiri cadernos em branco para que ela pudesse gravar tudo o que ela sabia sobre a língua e a cultura ainu. Ela escolheu registrar as histórias que sua avó cantava, usando romaji para expressar os sons ainu e, em seguida, traduzindo a transcrição dos yukar para japonês. Eventualmente, Kindaichi a convenceu a se juntar a ele em Tóquio para auxiliá-lo em seu trabalho de compilação e de tradução de yukar. No entanto, apenas alguns meses após sua chegada a Tóquio, e na mesma noite em que completara sua primeira antologia de yukar, Chiri subitamente veio a falecer por insuficiência cardíaca. Ela tinha apenas dezenove anos de idade.

## Legado
A antologia redigida por Chiri foi publicada postumamente no ano de 1923 sob o título de Ainu Shinyōshū (Uma coleção de epopéias ainus dos deuses). A antologia recebeu grande aclamação do público, criando respeito pela cultura ainu entre os japoneses, e continua a ser uma das mais importantes fontes de yukar até hoje. Em 2003, 80 anos depois, mais pesquisas sobre a literatura ainu foram conduzidas por Mutsumi Chiri, sobrinha de Yukie Chiri, e membra ativa da comunidade ainu de Tóquio. 